# 北美滙豐
北美滙豐控股有限公司（HSBC North America Holdings Inc.）為滙豐控股有限公司旗下在北美地區的總管理處，其附屬公司為美國滙豐有限公司、美國滙豐融資有限公司、HSBC Holdings Luxembourg SA（擁有加拿大滙豐銀行）、HSBC Technology & Services (USA) Inc以及HSBC Securities (USA) Inc.。
截至2023年12月31日北美滙豐，總資產高達2523.39億美元，客戶貸款（淨額）548.29億美元，客戶存款達996.07億美元，淨收入37.69億美元，除稅前淨利潤5.18億美元。
截至2023年12月31日加拿大滙豐銀行，總資產高達907.31億美元，淨收入19.2億美元，除稅前淨利潤8.71億美元。

## 外部連結
- 北美滙豐控股有限公司* （页面存档备份，存于）